# ボールパーソン

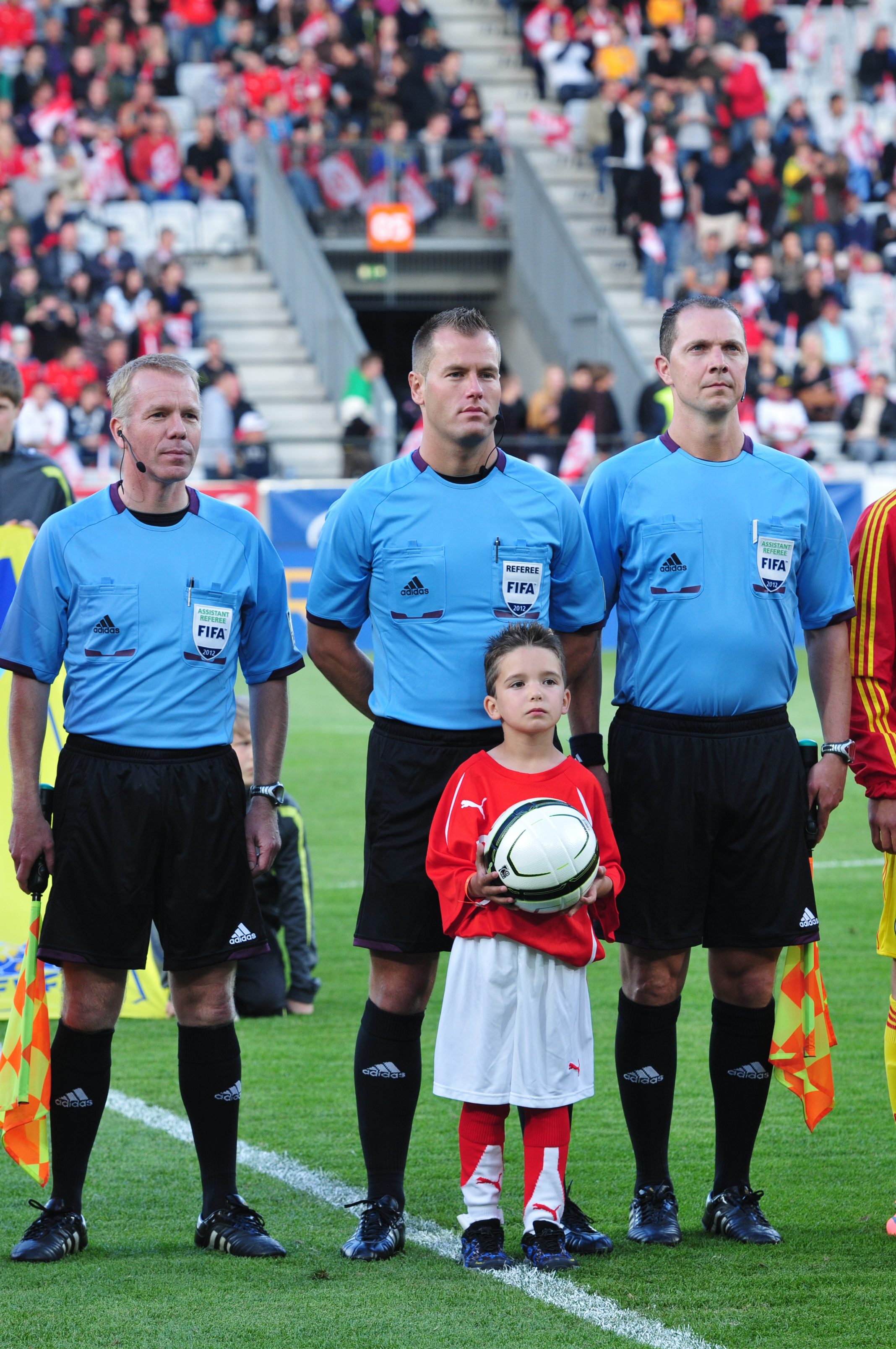
サッカーの審判団とボールパーソンの少年

ボールパーソンとは、野球、サッカー、テニスなどの球技において、試合に用いるボールの管理などを行う補助的な人員のことをいう。実際の業務内容は、種目によって異なる。

## 様々な呼称
この業務の起源が少年と関連付けられていることが多く（後述）、ボールボーイという呼称が遅くとも1900年頃から使われるようになった。1920年代には少女も従事するようになり、ボールガールという呼称が用いられた。その後、同一の試合において少年と少女が混合でこの業務を行うケースが出てきたことなどから、1980年代にはボールキッズという呼称も用いられるようになった。
2000年代以降はポリティカル・コレクトネスの観点などから、ボールパーソンの他にボーラー(baller)あるいはボールアテンダント(ball attendant)という呼称も用いられる。特にボールパーソンという用語は、国際テニス連盟の規則や全米テニス協会の教本、Jリーグの試合実施要項などの公式文書で用いられている。しかし、これらの新しい用語は2024年の時点で、Oxford English Dictionaryなどの主要な英語辞典には掲載されていない。
以上の様々な呼称は、現在でも混在して用いられている。
日本プロ野球では試合を盛り上げるために動物を用いる事があった（広島市民球場のボールドッグ「ミッキー」、千葉マリンスタジアムのボールドッグ「エルフ」、共にイヌ）。ピーナッツではウッドストックが“ボールバード”を務める話がある。

## 従事者
ボールパーソンの業務を行う者は、上述のように性別、年齢を問わず広い範囲におよぶ。しかし、当該種目に対する理解と局面の把握が不十分な場合、適切なボールの受け渡しといった管理業務に支障が起きることもある。こうした点から、一般には当該種目の経験者であることが望まれる。
また、ボールパーソンの業務は試合のフィールドに近い場所で行われるため、ボールパーソンは試合状況を間近に見ることができる。これは当該種目の愛好者にとっては望ましい状況であり、また特にプロ選手による試合は年少者への魅力であるとともに、良い教材になると考えられる。こうした観点から、若年層の選手をボールパーソンとして採用する種目もある。

## 種目ごとの業務

### 野球

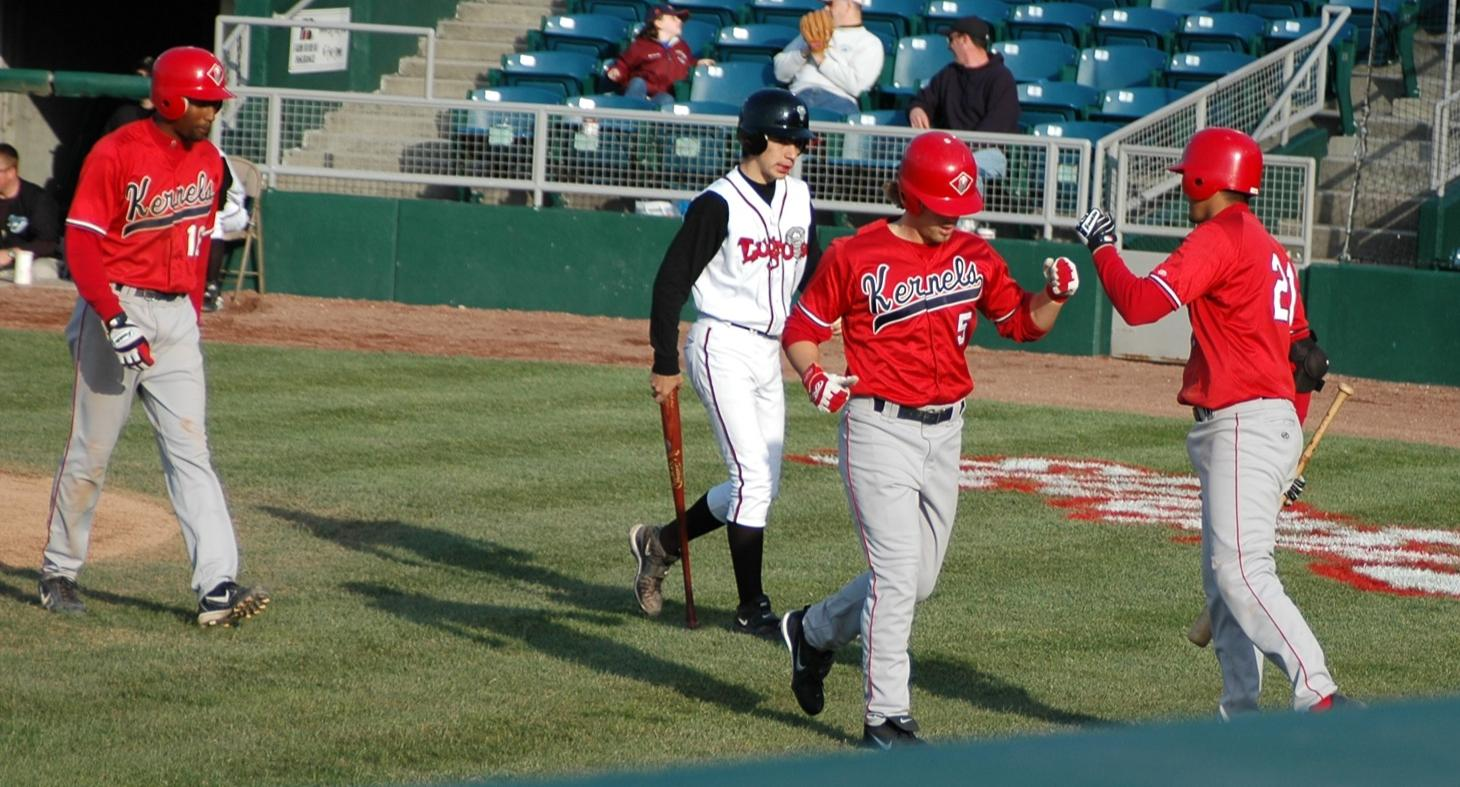
バットボーイ （万一の安全対策として、ヘルメットを被っている場合もある）

野球では、ボールがフィールド外はもちろん、観客席や場外に出てしまうことも多い上、土のついたボールはマッドボール防止のためにボールデッド時に交換しなければならないため、頻繁なボールの補充が必要となる。このため、球審が複数個のボールを常時持つことが規則で定められており（腰に下げたボール袋に入っているが、重さの問題もあるので一度に3個程度）、野球におけるボールパーソンはボールの回収に加えて球審に対するボールの補充を行う。
また、打者が走塁のために投げ捨てたバットの回収などが業務に含まれることもある。ボールボーイがこの業務を兼ねる場合の他、バットの回収に専従するものを指定することもあり、この場合はバットボーイと呼ばれる。
アメリカのOfficial Baseball Rulesおよび日本の公認野球規則上ではボールパーソンの定義は存在せず、規則3.15にある「競技場内に入ることを公認された人」に含まれると考えられている（同項目の注釈で、ball attendantあるいはボールボーイという言葉が用いられている）。各種の大会の実施要項においては、ボールボーイを置くことが定められており、また選手・審判とならんでグラウンド内に入ることの出来る要員として、ボールボーイが挙げられていることが多い。
野球におけるボールパーソンは、一般にファウルグラウンド内に配置される（両チームのベンチ脇にスツールに座って待機することが多い）。野球ではファウルグランドに出たボールでもインプレーと見なされるケースがあるため、ボールパーソンにボールが接触する可能性もある。この時、避けようとしたにもかかわらず「当たってしまった」ような場合はインプレーであるが、ボールパーソンがボールに「触れた」場合は故意あるいは過失の如何によらずボールデッドとなる。

### サッカー
サッカーのルールではボールパーソンについての定義がないが、各種の大会における実施要項などで配置が定められる場合がある。例えば日本のJリーグ試合実施要項では、係員として「ボールボーイ」を置くことが定められている。
ボールパーソンは一般に、フィールドを囲むように配置される。フィールド外に出たサッカーボールの回収、および選手に対してボールを供給することが、ボールパーソンの主な業務である。サッカーでは1990年代の競技規則改正までは、1試合にただ1つのボールを使い続けることが原則であり、交換にはレフェリーの承認を必要としたため、ボールパーソンはボールを回収した上で、スローインやゴールキックなどを行う選手にこれを供給していた。
1990年代の競技規則改正によって、特に認められた試合においては、複数個の予備ボールを準備することができるようになった。この場合、あるボールパーソンがフィールド外に出たボールを回収し、同時に予備ボールを持ったボールパーソンがボールを選手に供給する。回収されたボールは予備ボールとして所定の場所に戻され、ボールパーソンによって保持される。
フィールド内にあるボールは、たとえ選手からかなり離れた場所であっても原則として選手が回収しなければならない。ただしマルチボールシステムにおいて、複数のボールがフィールド内に入ってしまうことがあり、レフェリーの指示に従ってこれを回収する場合もある。
また、ボールパーソンは日本のJリーグでは、ホームチームの下部組織（ユース・ジュニアユース）の選手や地元の中学・高校のサッカー部員などが担当することが多い。このため、ホームチームが勝っている際にはボールパーソンが時間稼ぎのためボールを遅く供給し、負けている場合には早く再開させるためボールをすばやく供給する、といった所作が見られることがあり、実際に苛立ったアウェイチームの選手がボールパーソンの少年に詰め寄るなどのトラブルが発生したことがある。

### テニス

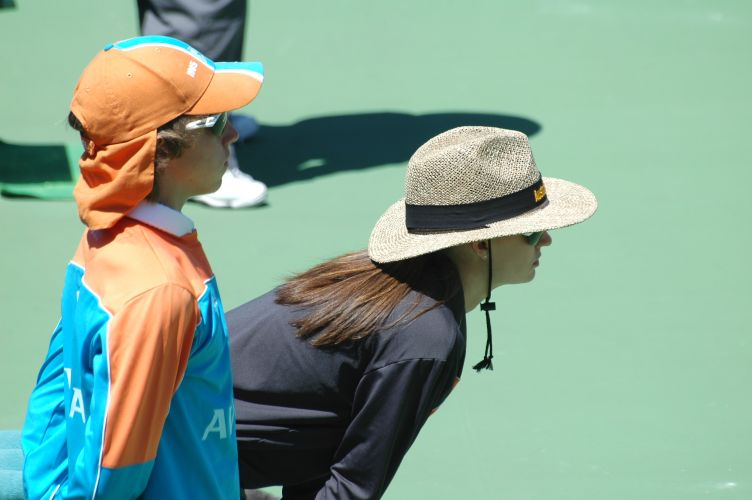
テニスの試合で、直立の姿勢をとるボールボーイ（橙と青の制服）。後方は中腰の姿勢をとる線審

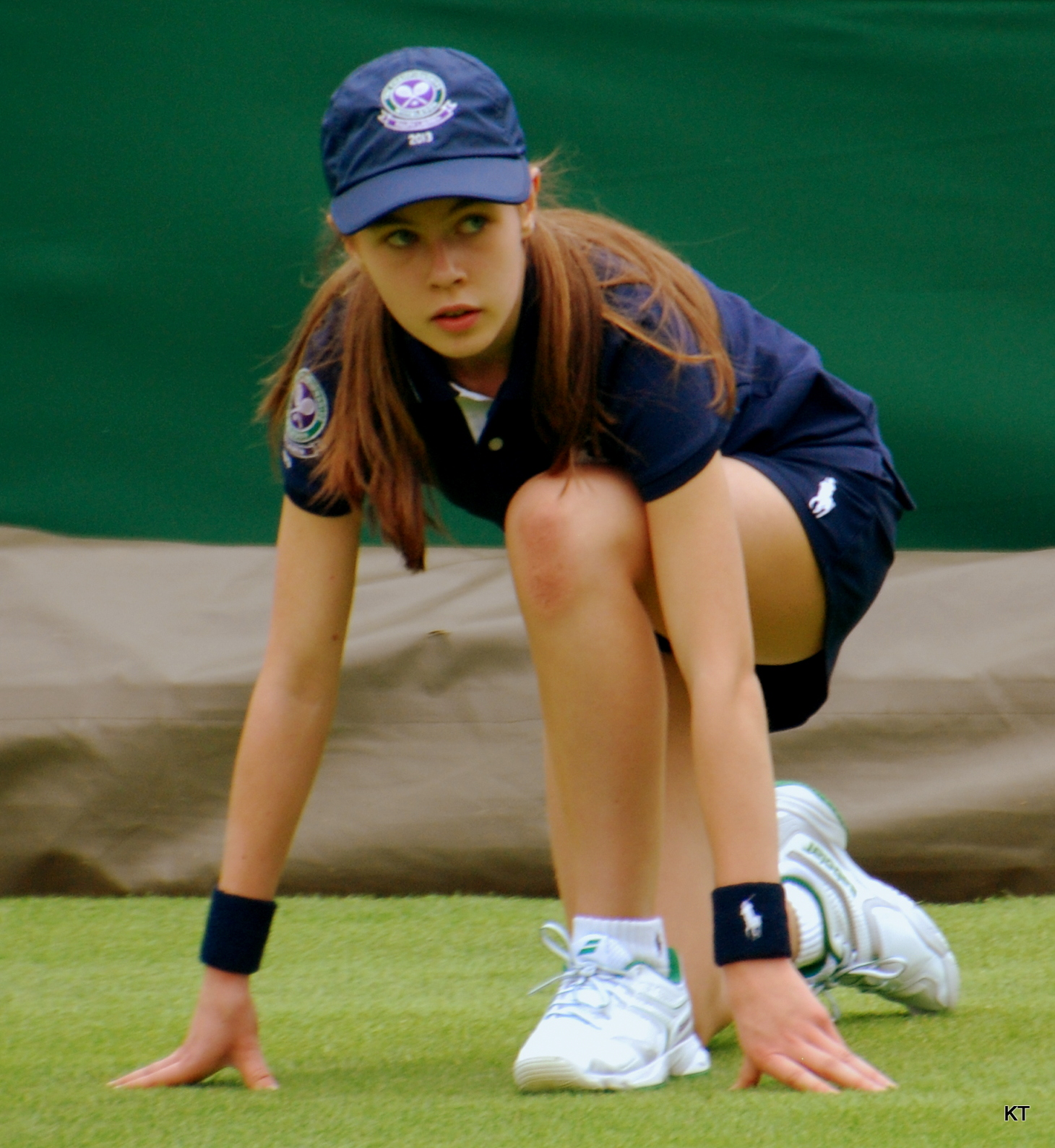
クラウチングスタート的な体勢

テニスにおけるボールパーソンの歴史は古く、貴族の娯楽であった時代に着飾った貴婦人が自分でボールを拾いに行くのが困難であったため、少年にボール拾いを行わせたことがはしりであるという説もある。現代でも国際テニス連盟の定めたテニスのルールにボールパーソンという文言が明記されており、試合進行上の要員として認識されている。特に大きな大会では、ボールパーソンは公募され長期にわたって事前講習を課すなど、極めて厳格な運用が行われている。
テニスにおけるボールパーソンは、フィールド外に出たボールに加え、ネットに接触したボールを回収することもある。このため、ネットの両端にボールパーソンが配置されており、プレーの中断とともに勢いよく駆け出してボールを回収、反対側の端まで駆け抜けるという光景がよく見られる。その他のボールパーソンはコートを囲むように配置され、直立不動の姿勢で待機し、選手に対してボールを供給する場合は事前に手を高く掲げるなど、特徴的な所作が見られる。
プロの試合では、ボールのほかプレーの合間に汗を拭くタオルを渡す役も担うが、選手との距離が近いため威嚇的、攻撃的な振る舞いを受けることもある。

### その他

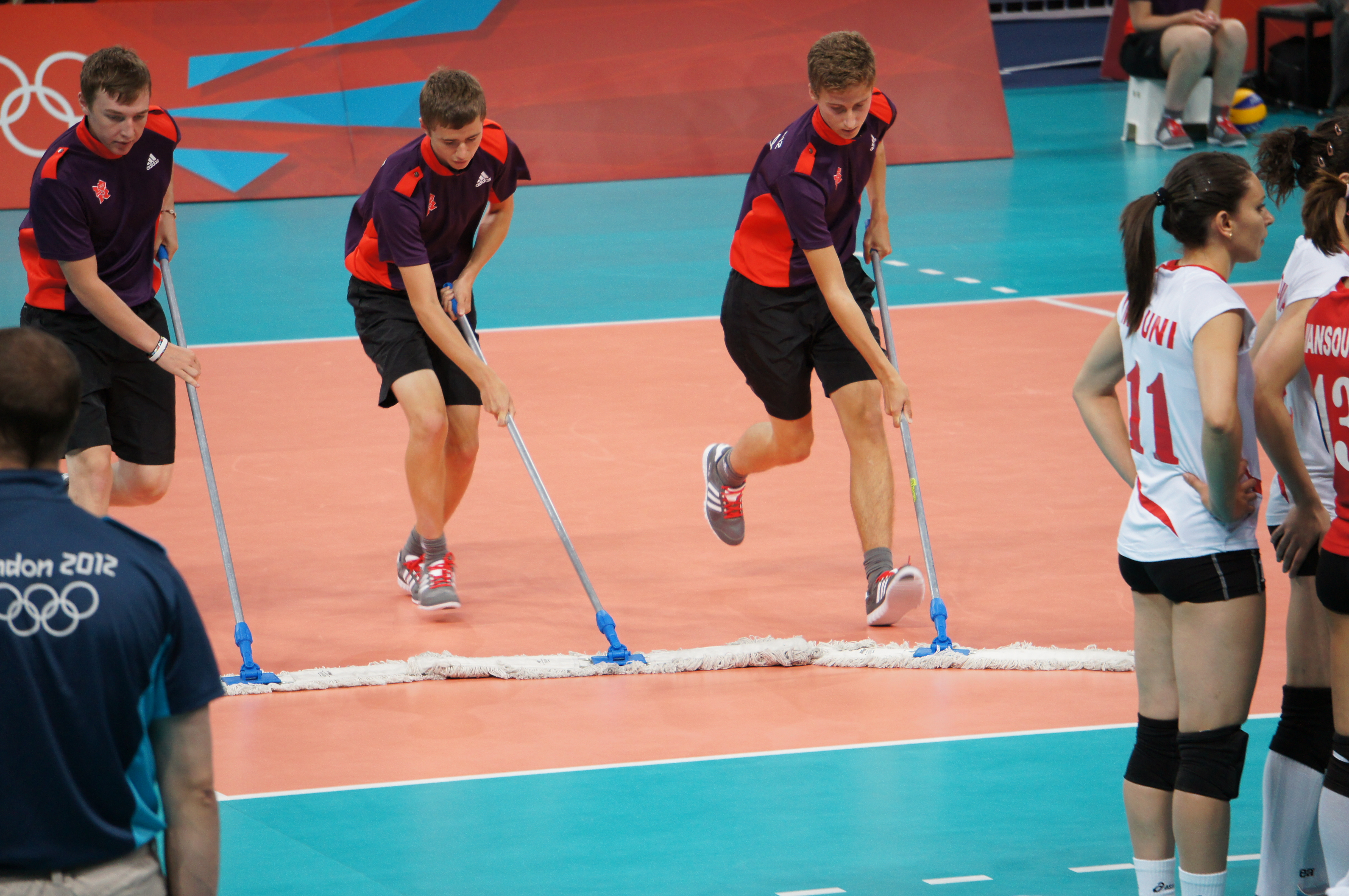
バレーボールのボール・リトリバー（右上端）

ラグビー、ラクロスなどでもボールパーソンが配置される。
バレーボールの国際大会などでは、ロスタイム削減のため3ボールシステム（1つの試合で3つのボールを順繰りに使用するマルチボールシステム）を採用していることがある。そして、コートエンドの隅や主審の後方などに「ボール・リトリバー（ボール・レトリバー）」と呼ばれる係員（小さな椅子などに座っている）が配置される。ボールデッド後にボールをバウンドさせて次のサーバーに投げ渡す。リトリバー間でボールを転がしてやり取りをする行為も見られる。
またバスケットボールやフットサルなどの室内競技では、コート面が汗で濡れた場合にモップをかける業務が含まれることもある。
卓球では一時ボールパーソンの導入が試行されていたが、効果が低いなどの理由により本格導入は見送られた。